# 拉讷贝尔
拉讷贝尔（法語：Lannebert，法語發音：[lanbɛʁ]）是法国阿摩尔滨海省的一个市镇，位于该省北部，属于圣布里厄区。

## 地理
拉讷贝尔（48°39'29"N, 3°0'33"W）面积6.99 平方千米，位于法国布列塔尼大區阿摩尔滨海省，该省份为法国西北部沿海省份，位于布列塔尼半岛北部，北濒大西洋英吉利海峡，西接菲尼斯泰尔省，南至莫尔比昂省，东临伊勒-维莱讷省。
与拉讷贝尔接壤的市镇（或旧市镇、城区）包括：朗沃隆、戈默内克、古德兰、普莱吉安、普吕迪阿勒、特雷梅旺。

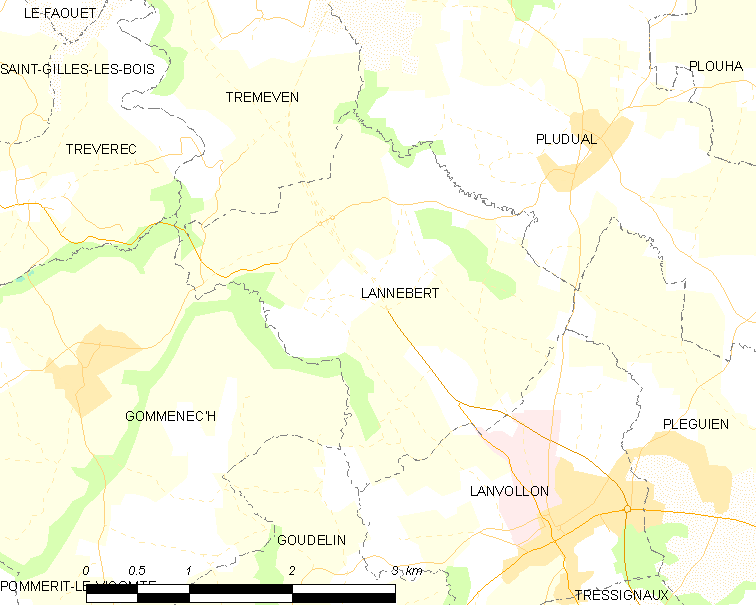
拉讷贝尔的OSM定位图

拉讷贝尔的时区为UTC+01:00、UTC+02:00（夏令时）。

## 行政
拉讷贝尔的邮政编码为22290，INSEE市镇编码为22112。

## 政治
拉讷贝尔所属的省级选区为普卢阿县。

## 人口

1962-2008年间拉讷贝尔人口变化图示

拉讷贝尔于2022年1月1日时的人口数量为431人。

## 交通
阿摩尔滨海省省道D6线、D7线、D54线和D94线经过境内。